# Lethal Weapon (série de televisão)
Lethal Weapon foi uma série de televisão americana de comédia dramática e ação policial desenvolvida por Matt Miller e baseada na franquia de filmes criada por Shane Black. A série estreou na Fox em 21 de setembro de 2016.
Em suas duas primeiras temporadas, Lethal Weapon estrelou Damon Wayans como Roger Murtaugh e Clayne Crawford como Martin Riggs, parceiros e detetive incompatíveis que também eram os personagens principais da série, originalmente interpretados por Danny Glover e Mel Gibson. A série incluiu outros personagens direto ou vagamente inspirados por personagens dos filmes, incluindo Leo Getz (interpretado por Thomas Lennon) - um amigo próximo de Riggs e Murtaugh.
Em maio de 2018, em meio a relatos de mau comportamento e incidentes de hostilidade entre elenco e equipe no set do show, Crawford foi demitido do show. Foi posteriormente relatado que ele será substituído na terceira temporada por Seann William Scott, como um novo personagem chamado Wesley Cole. A terceira temporada estreou em 25 de setembro de 2018.
Em outubro de 2018, apenas algumas semanas após a estréia da terceira temporada, Wayans anunciou que deixaria a série após o fim da terceira temporada, em dezembro de 2018. Em 12 de outubro de 2018, foi relatado que a Fox tinha encomendado mais dois episódios para a terceira temporada, elevando o total da temporada para quinze episódios.
Em 10 de maio de 2019, a Fox cancelou a série após três temporadas.
No Brasil a série foi exibida pelo canal Warner Channel. E na TV aberta, pela Rede Globo

## Sinopse
Baseada na famosa franquia do cinema, Máquina Mortífera (Lethal Weapon) conta a história da dupla clássica de policiais Riggs e Murtaugh em sua luta contra o crime na cidade de Los Angeles dos dias de hoje. Amargurado após a perda de sua jovem esposa grávida, o ex-SEAL da marinha e detetive Martin Riggs se muda para a Califórnia para "recomeçar a vida", no LAPD (Departamento de polícia de Los Angeles). Ele irá atuar ao lado de Roger Murtaugh, que acaba de voltar ao trabalho após um infarto quase fatal.
Mas a tendência de Riggs de agir impulsivamente e se atirar na linha de fogo vai de encontro à técnica politicamente correta e prudente de Murtaugh. Fica claro a partir do momento em que eles se conhecem que essa parceria tem tudo para dar errado. Logo no primeiro caso que enfrentam juntos, Riggs arrasta Murtaugh a uma perseguição na estrada e a um tiroteio com traficantes de drogas. Apesar de protestar, o policial veterano sente-se mais vivo do que nunca. Ao mesmo tempo, Riggs consegue entender por que Murtaugh está tão determinado a chegar em casa com segurança no fim de cada dia - ele tem uma família e um filho recém-nascido para cuidar.
Quando a investigação dos dois termina, Riggs se dá conta de que pode ter encontrado algo valioso: um parceiro e um amigo em Murtaugh. Murtaugh também percebe que a dupla pode funcionar.
Após a morte de Riggs na terceira temporada, Wesley Cole, um ex-agente da CIA que esteve em todos os lugares e viu tudo, se vê navegando em uma nova parceria com Murtaugh, enquanto se ajusta à vida em Los Angeles.

## Elenco

### Elenco principal
- Damon Wayans como Roger Murtaugh
- Clayne Crawford como Martin Riggs (1ª e 2ª Temporada)
- Jordana Brewster como Dr. Maureen Cahill
- Keesha Sharp como Trish Murtaugh
- Kevin Rahm como Capitão Brooks Avery
- Dante Brown como Roger "RJ" Murtaugh Jr.
- Chandler Kinney como Riana Murtaugh
- Johnathan Fernandez como Scorsese
- Seann William Scott como Wesley Cole (3ª Temporada)

### Elenco recorrente
- Floriana Lima como Miranda Riggs
- Michelle Mitchenor como Detetive Sonya Bailey
- Richard Cabral como Detetive Alex Cruz (1ª temporada)
- Hilarie Burton como Karen Palmer (1ª e 2ª temporada)
- Michelle Hurd como Gina Santos (2ª e 3ª temporada)
- Peter Coventry Smith como Garrett Riggs - meio irmão de Riggs (2ª e 3ª temporada)
- Andrew Creer como detetive Zach Bowman (2ª temporada)
- Kristen Gutoskie como Molly Hendricks (2ª temporada)
- Rex Linn como Nathan Riggs - pai de Riggs (2ª temporada)
- Chase Mangum como o jovem Martin Riggs (2ª temporada)
- Sophia Woodward como a jovem Molly Hendricks (2ª temporada)
- Duncan Joiner como Ben - filho de Molly (2ª temporada)
- Maggie Lawson como Natalie Flynn (3ª temporada)
- Shay Rudolph como Maya Flynn (3ª temporada) - filha de Cole e Natalie
- Mykelti Williamson como Tom Barnes (3ª temporada) - ex comandante de Cole
- Paola Lazaro como detetive Luisa Gutierrez (3ª temporada) - nova parceira da detetive Bailey

## Temporadas
| Temporada | Temporada | Episodios | Exibição Original Estados Unidos | Exibição Original Estados Unidos | Exibição no Brasil     | Exibição no Brasil      |
| Temporada | Temporada | Episodios | Estreia                          | Final                            | Estreia                | Final                   |
| --------- | --------- | --------- | -------------------------------- | -------------------------------- | ---------------------- | ----------------------- |
|           | 1         | 18        | 21 de setembro de 2016           | 15 de março de 2017              | 22 de setembro de 2017 | 16 de fevereiro de 2018 |
|           | 2         | 22        | 26 de setembro de 2017           | 08 de maio de 2018               | 20 de julho de 2018    | 21 de dezembro de 2018  |
|           | 3         | 15        | 25 de setembro de 2018           | 26 de fevereiro de 2019          | 08 de outubro de 2018  | 11 de março de 2019     |

## Dublagem
| Personagem           | Dublador (a)     |
| Principais           | Principais       |
| -------------------- | ---------------- |
| Roger Murtaugh       | Marco Ribeiro    |
| Wesley Cole          | Guilherme Briggs |
| Trish Murtaugh       | Izabel Lira      |
| Capitão Brooks Avery | Gutemberg Barros |
| Capitã Sonya Bailey  | Sabrina Miragaia |
| Maureen Cahill       | Priscila Amorim  |
| Martin Riggs         | Reginaldo Primo  |
| Recorrentes          |                  |
| Riana Murtaugh       | Érika Menezes    |
| Roger Murtaugh Jr    | Charles Emmanuel |
| Scorsese             | McKeidy Lisita   |
| Karen Palmer         | Maíra Góes       |

|                     | Brasil         |
| ------------------- | -------------- |
| Direção             | Andrea Murucci |
| Tradução            | Bianca Couco   |
| Estúdio de Dublagem | Delart         |

## Episódios

### 1ª Temporada (2016-2017)
| Nº de episódio (Série) | Nº de episódios (Temporada) | Título original Título nacional                         | Direção         | Roteiro                   | Exibição original Exibição nacional            | Audiência nos E.U.A. (Em milhões) |
| --- | --------------------------- | ------------------------------------------------------- | --------------- | ------------------------- | ---------------------------------------------- | --------------------------------- |
| 1 | 1                           | "Piloto" "Pilot"                                        | McG             | Matt Miller & Shane Black | 21 de setembro de 2016 4 de outubro de 2016    | 7.93                              |
| Um ex-agente da marinha que virou policial se muda para a cidade de Los Angeles após perder a esposa e bebê. Querendo recomeçar sua vida, ele forma parceria com um detetive que acaba de voltar ao trabalho após um ataque cardíaco. |                             |                                                         |                 |                           |                                                |                                   |
| 2 | 2                           | "Surf N Turf" "Surf N Turf"                             | McG             | Matt Miller               | 28 de setembro de 2016 11 de outubro de 2016   | 7.23                              |
| A queixa de barulho na casa de um boxeador leva Riggs e Murtaugh a um caso envolvendo traficantes de armas ilegais; e Riggs torna-se pessoalmente interessado quando um dos alvos lembra sua falecida esposa. Enquanto isso, Trish se preocupa com a saúde de Murtaugh. |                             |                                                         |                 |                           |                                                |                                   |
| 3 | 3                           | "Melhores Amigos" "Best Buds"                           | Steve Boyum     | Gene Hong                 | 5 de outubro de 2016 18 de outubro de 2016     | 6.62                              |
| Riggs e Murtaugh lidam com um violento caso envolvendo um cartel de drogas, roubos, duas mortes e, infelizmente, Ned Brower, alguém ligado a Murtaugh. Conforme o caso se desenrola, os policiais descobrem que Ned está mais envolvido do que se imagina, o que faz com que Murtaugh tenha que tomar uma decisão inevitável e perigosa. Em busca de apoio, a dupla procura Cruz. No meio de todo o caos, Riggs continua a depender de vícios externos em vez de enfrentar a realidade da morte de Miranda. Ao mesmo tempo, Murtaugh e Trish sofrem para encontrar um tempo a sós. |                             |                                                         |                 |                           |                                                |                                   |
| 4 | 4                           | "Lá Se Vai A Vizinhança" "There Goes the Neighborhood'" | Jason Ensler    | Adele Lim                 | 12 de outubro de 2016 25 de outubro de 2016    | 6.84                              |
| Uma série de roubos atinge Murtaugh em um nível pessoal quando um deles ocorre em sua vizinhança, e fica ainda mais pessoal para Riggs quando outra invasão acaba trazendo uma perda. Enquanto isso, Roger Júnior se conecta a um velho amigo que pode estar envolvido em alguma atividade criminal. |                             |                                                         |                 |                           |                                                |                                   |
| 5 | 5                           | "Leite Derramado" "Spilt Milk"                          | Larry Teng      | Seamus Kevin Fahey        | 19 de outubro de 2016 1 de novembro de 2016    | 6.66                              |
| Murtaugh investiga a psique de um antigo oficial da marinha que é procurado por realizar atividade criminal, e acaba o comparando com seu parceiro, Riggs, que também serviu nas forças armadas. A conexão de Riggs com o suspeito ameace interferir o caso, mas também o obriga a se abrir com Murtaugh. |                             |                                                         |                 |                           |                                                |                                   |
| 6 | 6                           | "Laços Que Unem" "Ties That Bind"                       | Antonio Negret  | Erik Mountain             | 9 de novembro de 2016 22 de novembro de 2016   | 7.02                              |
| Quando Riggs e Murtaugh investigam um caso de grande repercussão em torno do assassinato de uma jovem modelo, eles descobrem um segredo perverso que se esconde atrás dos portões da mansão de uma das famílias mais ricas de Los Angeles. O passado de Riggs volta a atormentá-lo quando ele descobre que um velho amigo de sua esposa tem ligações com o caso. Já Murtaugh fica chocado ao descobrir que sua filha está enviando fotos promíscuas para seu novo namorado. |                             |                                                         |                 |                           |                                                |                                   |
| 7 | 7                           | "Polícia Da Moda" "Fashion Police"                      | Rob Seidenglanz | Kyle Warren               | 16 de novembro de 2016 29 de novembro de 2016  | ASA                               |
| Riggs e Murtaugh investigam a morte de alguém ligado ao mundo fashion e as evidências os levam a uma perigosa investigação secreta envolvendo a DEA. Enquanto isso, Trish e as crianças vão visitar faculdades, deixando Murtaugh em casa por conta própria. Ao mesmo tempo, Riggs enfrenta problemas para dormir a noite toda por causa de seus sonhos envolvendo Miranda. |                             |                                                         |                 |                           |                                                |                                   |
| 8 | 8                           | "Posso Ter Uma Testemunha?" "Can I Get a Witness?"      | Jason Ensler    | Amanda Green              | 30 de novembro de 2016 13 de dezembro de 2016  | ASA                               |
| O roubo um cassino milionário segue por um caminho mortal, o que leva Riggs a ficar amigo da única testemunha com credibilidade no caso, um garoto de oito ano, e acaba o protegendo. Enquanto isso, Murtaugh realiza algumas manobras perigosas em uma tentativa de provar a todos que ele pode ser um motoqueiro. Mais tarde, Riggs analisa o que fazer com o dinheiro que recebeu da venda de sua casa no Texas. |                             |                                                         |                 |                           |                                                |                                   |
| 9 | 9                           | "Jingle Bell Glock" "Jingle Bell Glock"                 | Steve Boyum     | Joe Smith                 | 7 de dezembro de 2016 20 de dezembro de 2016   | ASA                               |
| As celebrações de fim de ano da delegacia são encurtadas quando o time é chamado para examinar um homicídio sangrento ligado a Eddie Flores, o sobrinho perturbado de um notável chefão das drogas, alguém que possui uma história pregressa com Riggs. A temporada de festas é particularmente difícil para Riggs, que relembra Natais do passado, vividos ao lado de sua esposa, Miranda. Murtaugh também está um pouco preocupado, porém com as decorações de Natal horríveis do seu vizinho.                                                                                   |                             |                                                         |                 |                           |                                                |                                   |
| 10 | 10                          | "Homebodies" "Homebodies"                               | Michael Fields  | Alex Taub                 | 4 de janeiro de 2017 24 de janeiro de 2017     | ASA                               |
| Riggs e Murtaugh são pegos em uma guerra de território entre uma nova geração de traficantes de drogas e uma gangue da Koreatown; Murtaugh tem um novo parceiro temporário; e Trish tenta marcar um encontro para Riggs com sua colega de trabalho. |                             |                                                         |                 |                           |                                                |                                   |
| 11 | 11                          | "Homens Da Lei" "Lawmen"                                | Sylvain White   | Andy Callahan             | 11 de janeiro de 2017 31 de janeiro de 2017    | ASA                               |
| Murtaugh e Riggs batem de frente com xerife do departamento de Los Angeles quando a investigação sobre a morte de um Texas Ranger os leva a um possível caso de abuso de poder. O caso também apresenta um segredo obscuro do passado do capitão Avery. |                             |                                                         |                 |                           |                                                |                                   |
| 12 | 12                          | "Amor Fraterno" "Brotherly Love"                        | Uta Briesewitz  | Stacy A. Littlejohn       | 18 de janeiro de 2017 7 de fevereiro de 2017   | ASA                               |
| Riggs e Murtaugh investigam o roubo de um carro contendo grandes quantidades de cocaína que haviam sido confiscadas, e entram em conflito com uma brilhante advogada de defesa – ninguém menos que Trish Murtaugh. Enquanto isso, Murtaugh apresenta dores no peito. |                             |                                                         |                 |                           |                                                |                                   |
| 13 | 13                          | "O Selo Está Quebrado" "The Seal is Broken"             | Nathan Hope     | Adele Lim                 | 25 de janeiro de 2017 14 de julho de 2017      | ASA                               |
| Uma série de crimes violentos visando membros da mesma igreja é investigada. Riggs, por sua vez, enfrenta um dilema moral quando o aniversário de um ano da morte de Miranda o coloca para baixo; e Trish e Roger discordam com RJ sobre seu futuro. |                             |                                                         |                 |                           |                                                |                                   |
| 14 | 14                          | "O Arquivo Murtaugh" "The Murtaugh File"                | Matt Barber     | Seamus Kevin Fahey        | 8 de fevereiro de 2017 21 de fevereiro de 2017 | ASA                               |
| Cahill vira alvo de um stalker assassino; Riggs fica obcecado com o passado de Murtaugh depois de encontrar seu arquivo no escritório de Cahill; e Roger e Trish descobrem que sua filha tem uma identidade falsa. |                             |                                                         |                 |                           |                                                |                                   |
| 15 | 15                          | "Tão Bom Quanto Getz" "As Good As It Getz"              | Nick Copus      | Rob Wright                | 15 de fevereiro de 2017 7 de março de 2017     | ASA                               |
| Riggs e Murtaugh unem forças com a agente da DEA, Karen Palmer, para proteger um advogado ligado ao cartel. Enquanto isso, Riggs começa a ver Palmer sob uma nova perspectiva; e Murtaugh se preocupa depois que Trish toma uma decisão espontânea. |                             |                                                         |                 |                           |                                                |                                   |
| 16 | 16                          | "Violência Desnecessária" "Unnecessary Roughness"       | Bethany Rooney  | Laura Putney              | 22 de fevereiro de 2017 14 de março de 2017    | ASA                               |
| Riggs e Murtaugh são atraídos para o universo de recrutamento de faculdades enquanto investigam um assassinato envolvendo um aluno fenômeno do futebol. Enquanto isso, Murtaugh contempla uma grande mudança; e Riggs passa mais tempo com a agente da DEA, Karen Palmer. |                             |                                                         |                 |                           |                                                |                                   |
| 17 | 17                          | "Um Problema Como Maria" "A Problem Like Maria"         | Rob Bailey      | Alex Taub                 | 8 de março de 2017 21 de março de 2017         | ASA                               |
| Riggs, Murtaugh e Palmer tomam conhecimento sobre operações perigosas de novos cartéis, mas o apego de Riggs a Palmer preocupa Avery e Delgado. Enquanto isso, Trish contempla uma nova oportunidade de carreira. |                             |                                                         |                 |                           |                                                |                                   |
| 18 | 18                          | "Começo" "Commencement"                                 | Steve Boyum     | Matthew Miller            | 15 de março de 2017 28 de março de 2017        | ASA                               |
| Depois de fazer uma descoberta surpreendente que pertence à morte de Miranda, Riggs dirige-se ao México e o cartel em busca de respostas. Preocupado com Riggs, Murtaugh é visto dirigindo à noite ao México. |                             |                                                         |                 |                           |                                                |                                   |

### 2ª Temporada (2017-2018)
| Nº de episódio (Série) | Nº de episódios (Temporada) | Título original Título nacional                                      | Direção                    | Roteiro                              | Exibição original Exibição nacional           | Audiência nos E.U.A. (Em milhões) |
| --- | --------------------------- | -------------------------------------------------------------------- | -------------------------- | ------------------------------------ | --------------------------------------------- | --------------------------------- |
| 19 | 1                           | "O Gringo Louco" "El Gringo Loco"                                    | Steve Boyum                | Matt Miller & Kyle Warren            | 26 de setembro de 2017 20 de julho de 2018    | 4.37                              |
| Murtaugh intercepta Riggs assim que ele está se preparando para atirar e matar Tito Flores, o traficante responsável pela morte de Miranda. Ele convence Riggs a trazer Tito de volta para os EUA, no porta-malas do carro de Murtaugh. Quando eles se preparam para entregar Tito às autoridades americanas, eles abrem o porta-malas e descobrem que Tito foi baleado na cabeça e morto. |                             |                                                                      |                            |                                      |                                               |                                   |
| 20 | 2                           | "Dançando Em Setembro" "Dancing in September"                        | Rob Bailey                 | Alex Taub                            | 3 de outubro de 2017 27 de julho de 2018      | 4.10                              |
| Riggs e Murtaugh respondem à morte de um cirurgião plástico, atraindo-os para um caso envolvendo um anel de drogas ilegal que sai de uma clínica de bem-estar. O caso tem Riggs reconectando-se com a agente Karen Palmer, que recebeu trabalho na DEA desde que vazou o arquivo de Tito Flores para Riggs. Karen, cega pela sua ganância de sair do trabalho de secretária, intercepta a investigação interferindo no trabalho de Riggs apenas para perceber que ela não é tão eficiente quanto ela pensa que é. A contragosto, ela culpa Riggs por isso. Riggs, conhecendo seu ego, diz que sente muito mesmo sabendo que não foi culpa dele. Em outro lugar, RJ está fazendo as malas para a faculdade e parece relutante em morar no campus, até descobrir que o prédio de seu dormitório é co-ed, que tem papai e mamãe preocupados. |                             |                                                                      |                            |                                      |                                               |                                   |
| 21 | 3                           | "Nascido Para Correr" "Born to Run"                                  | Nathan Hope                | Stacy A.Littlejohn                   | 10 de outubro de 2017 3 de agosto de 2018     | 3.89                              |
| Riggs e Murtaugh, junto com o jovem detetive Zach Bowman (Andrew Creer), investigam quando o guarda-costas da famosa cantora pop Shaye ( Joanna Levesque ) é assassinada. Os detetives descobrem uma relação secreta entre Shaye e o guarda-costas, junto com um segredo ainda maior no passado de Shaye. Enquanto isso, Riggs e Palmer lutam para encontrar normalidade em seu relacionamento. |                             |                                                                      |                            |                                      |                                               |                                   |
| 22 | 4                           | "Risco De Voo" "Flight Risk"                                         | Omar Madha                 | Seamus Kevin Fahey                   | 17 de outubro de 2017 10 de agosto de 2018    | 3.79                              |
| Um golpista de longa data ``Adrian Pasdar´´ rouba os passageiros em um avião particular sob a mira de uma arma enquanto está no ar, e então pula para fora com um pára-quedas, levando uma vítima com ele. Riggs e Murtaugh descobrem que o golpista está morrendo e queriam um último esforço para ajudar sua filha depois que ele se foi, mas um item roubado (uma maleta cheia de diamantes brutos) atraiu um grupo de criminosos violentos. Enquanto isso, Santos questiona a capacidade de Avery de liderar, dada a propensão de seus detetives ao perigo. |                             |                                                                      |                            |                                      |                                               |                                   |
| 23 | 5                           | "Vamos Correr" "Let it Ride"                                         | Eric Laneuville            | Rob Wright                           | 7 de novembro de 2017 17 de agosto de 2018    | 4.06                              |
| Riggs e Murtaugh investigam uma morte que ocorre momentos antes da aposta da vítima ganhar uma corrida de cavalos. A vítima é Howard, um amigo de Leo Getz. Enquanto parece que Howard teve um derrame, Getz está convencido de que é assassinato, que Scorcese depois prova ser verdade. Enquanto isso, a cidade reboca o trailer de Riggs na praia, trazendo lembranças de infância dolorosas de serem despejadas. |                             |                                                                      |                            |                                      |                                               |                                   |
| 24 | 6                           | "Corrida Pelo Ouro" "Gold Rush"                                      | Steve Boyum                | Terence Paul Winter                  | 14 de novembro de 2017 24 de agosto de 2018   | 3.84                              |
| Riggs ajuda seu amigo de infância Jake (Linds Edwards) a sair da prisão, mas logo fica claro que Jake não está fazendo nada bom novamente. Percebendo que Riggs dá muita margem a Jake, Murtaugh pergunta a seu parceiro se ele deve um favor a seu velho amigo. |                             |                                                                      |                            |                                      |                                               |                                   |
| 25 | 7                           | "Observador" "Birdwatching"                                          | Salli Richardson-Whitfield | Elizabeth Davis Beall                | 21 de novembro de 2017 31 de agosto de 2018   | 3.87                              |
| Riggs e Murtaugh trabalham no caso de um surfista morto que acabou de chegar à cidade de San Diego no dia anterior. Bailey e Bowman ajudam, e Bailey se pergunta por que Bowman é tratado como um herói na cidade de praia. Enquanto isso, Murtaugh fica desconfiado do relacionamento de Trish com sua co-chair de caridade "Scott", até que ele descobre que é a ex-estrela da NBA Scottie Pippen. Além disso, Riggs lida com pesadelos recorrentes. |                             |                                                                      |                            |                                      |                                               |                                   |
| 26 | 8                           | "Esqueça de Mim" "Fork-Getta-Bout-It"                                | Matt Barber                | Michael C. Martin & Joe Smith        | 28 de novembro de 2017 14 de setembro de 2018 | 4.89                              |
| Riggs e Murtaugh investigam um assassinato com um casal e um mafioso de Nova York, Frank Truno. Scorsese revela um roteiro de filme que ele escreveu, depois que ele descobriu que o caso gira em torno da máfia. No entanto, Murtaugh não gosta do jeito que Scorsese retrata com precisão um dos personagens. Enquanto isso, Riggs fica surpreso quando sua amiga de infância Molly (Kristen Gutoskie) sugere que eles poderiam ter se envolvido romanticamente. |                             |                                                                      |                            |                                      |                                               |                                   |
| 27 | 9                           | "Tolos se Apressam" "Fools Rush In"                                  | Eric Laneuville            | Kyle Warren & Eileen Jones           | 5 de dezembro de 2017 21 de setembro de 2018  | 4.50                              |
| Jonah (Derek Richardson), um homem com esquizofrenia que acredita que Elvis Presley está vivo e controlando o tráfego de Hollywood, está fugindo de Riggs e Murtaugh depois de ser suspeito de assassinato. No entanto, quando ele prova sua teoria, Riggs e Murtaugh devem parar um assalto organizado conduzido por homens que se vestem como Presley. Ao mesmo tempo, Riggs fica assustado quando seu relacionamento com Molly se torna romântico. |                             |                                                                      |                            |                                      |                                               |                                   |
| 28 | 10                          | "Destrua os Corredores " "Wreck the Halls"                           | Steve Boyum                | Katie Varney                         | 12 de dezembro de 2017 28 de setembro de 2018 | 4.08                              |
| Murtaugh está pronto para suas férias em família no Havaí até Diego, um jovem que ele ajudou, é assassinado. Riggs e Murtaugh confrontam Grant Davenport (Martin Donovan), presidente de um clube americano de classe alta onde Diego trabalhava. No entanto, seu confronto faz com que a fraternidade embosque os dois. Murtaugh consegue subjugar seus atacantes, mas Riggs só consegue escapar por causa da ajuda de seu pai. |                             |                                                                      |                            |                                      |                                               |                                   |
| 29 | 11                          | "Dinheiro Engraçado" "Funny Money"                                   | Nathan Hope                | Alex Taub                            | 2 de janeiro de 2018 5 de outubro de 2018     | 4.55                              |
| Riggs e Murtaugh aceitam um anel de contrafação e se juntam ao caso pelo veterano agente de serviços secretos Peterson (Ernie Hudson). Um grupo de três adolescentes inadvertidamente se envolve quando testemunham um tiroteio e foge com o dinheiro e os pratos falsos. Um dos adolescentes chamado Ty (Nathan Davis Jr.) chama a atenção de Riggs depois de revelar que ele é sem-teto. Enquanto isso, Riggs traz para casa um cachorro para Ben e Molly. Molly depois encontra o cachorro morto com o pescoço estalado. Sentindo que é uma mensagem de seu pai, Riggs vai confrontá-lo na prisão. |                             |                                                                      |                            |                                      |                                               |                                   |
| 30 | 12                          | "Cavando a Sujeira" "Diggin' Up Dirt"                                | Maja Vrvilo                | Seamus Kevin Fahey & Joe Smith       | 9 de janeiro de 2018 12 de outubro de 2018    | 4.26                              |
| Logo após Gene Nakahara (C.S. Lee) se encontrar com Trish e um não convidado Leo Getz para anunciar que ele está concorrendo contra o vereador Sean O'Brien (Michael Reilly Burke) pelo prefeito de Los Angeles, Gene é morto quando seu carro explode. Riggs e Murtaugh descobrem um investigador particular chamado Serrano (Tim Kang) que trabalha como "consertador" de pessoas de alto perfil e investiga esse ângulo, enquanto Trish e Leo trabalham nos bastidores para revelar esqueletos no armário de O'Brien. Riggs também descobre que sua falecida esposa Miranda uma vez visitou Serrano para obter informações sobre o seu pai. |                             |                                                                      |                            |                                      |                                               |                                   |
| 31 | 13                          | "Uma Vida Melhor Atrás da Quimica" "Better Living Through Chemistry" | Rob Bailey                 | Zev Borow                            | 16 de janeiro de 2018 19 de outubro de 2018   | 5.03                              |
| A Dra. Cahill começa a questionar suas habilidades quando dois de seus pacientes morrem em incidentes separados, até que se descobre que eles foram brevemente colegas de quarto na mesma clínica psíquica. Riggs e Murtaugh descobrem corrupção na instalação relacionada com os medicamentos que ambos os pacientes estavam tomando. Ao mesmo tempo, Santos (Michelle Hurd) descobre que Riggs teve um incidente de raiva em fita na qual ele destruiu o carro do prefeito e pede que Cahill assine uma declaração confirmando que Riggs ainda está apto para o serviço. |                             |                                                                      |                            |                                      |                                               |                                   |
| 32 | 14                          | "Dose Dupla de Bailey" "Double Shot of Baileys"                      | John Behring               | Stacy A. Littlejohn                  | 23 de janeiro de 2018 26 de outubro de 2018   | 4.55                              |
| A irmã mais nova da detetive Bailey, Jess (Alisha Wainwright) inadvertidamente é pega com uma máfia de drogas quando ela e seu namorado usam sua posição de garçonete em uma boate de luxo para roubar a carteira de um homem. Depois que o namorado é morto por causa do conteúdo da carteira, Bailey caminha por uma linha tênue entre sua obrigação para com a lei e proteger sua irmã. |                             |                                                                      |                            |                                      |                                               |                                   |
| 33 | 15                          | "Uma Noite Inconveniente" "An Inconvenient Ruth"                     | Larry Teng                 | Kyle Warren                          | 6 de fevereiro de 2018 2 de novembro de 2018  | 4.35                              |
| 34 | 16                          | "Sem Raízes" "Ruthless"                                              | Silver Tree                | Carlos Jacott                        | 27 de fevereiro de 2018 9 de novembro de 2018 | 4.13                              |
| Riggs e Murtaugh rastreiam um grupo de criminosos que roubaram várias armas durante um tiroteio em um evento da polícia. Eles localizam e capturam o líder do grupo, Booker (Sheaun McKinney), apenas para descobrir que ele está trabalhando disfarçado para o ATF. Enquanto isso, Riggs aprende um pouco mais sobre o passado e a situação familiar de Ruthie, enquanto Roger e Trish continuam lutando em casa. |                             |                                                                      |                            |                                      |                                               |                                   |
| 35 | 17                          | "O Casal Inesperado" "The Odd Couple"                                | Larry Teng                 | Elizabeth Davis Beall & Eileen Jones | 6 de março de 2018 16 de novembro de 2018     | 4.00                              |
| Com Riggs tentando fazer com que Murtaugh faça as pazes com Trish e saia de seu trailer, os dois só pioram as coisas quando eles estragam a implosão de um prédio público para o último projeto de Trish. Trish irritada conta aos dois que seu cliente, o magnata da mercearia Henry Butler (Michael McGrady), agora quer resgatar o projeto. Riggs convence Butler a ficar na cidade convidando-o para jantar. Riggs e Murtaugh descobrem que Butler é o homem por trás do assassinato, e Trish finalmente descobre que seu cliente está sujo. |                             |                                                                      |                            |                                      |                                               |                                   |
| 36 | 18                          | "TBT" "Frankie Comes to Hollywood"                                   | John Behring               | David Fury                           | 10 de março de 2018 23 de novembro de 2018    | 4.14                              |
| Cerca de 16 anos atrás, Frankie Kelso (Jude Ciccolella), um assassino contratado, decidiu mostrar-se misericordioso com Murtaugh depois que este tentou prendê-lo no local de um ataque. No presente, Murtaugh percebe a assinatura de Kelso no local de outro assassinato. Ele captura Kelso, mas o último é capaz de obter a vantagem e tomar Murtaugh como refém. Kelso insiste que ele está aposentado e que alguém o enquadrou pelo recente crime. |                             |                                                                      |                            |                                      |                                               |                                   |
| 37 | 19                          | "Leo foi Fisgado" "Leo Getz Hitched"                                 | Nick Copus                 | Rob Wright                           | 17 de março de 2018 30 de novembro de 2018    | 3.59                              |
| Leo vai se casar com Nina (Shakira Barrera), uma ex-presidiária, mas ela foge no dia do casamento. Riggs e Murtaugh a encontram com um grupo de criminosos tentando descarregar um saco de cocaína que "caiu" em sua bolsa em um jogo de pôquer de alto risco dirigido por um mafioso conhecido. |                             |                                                                      |                            |                                      |                                               |                                   |
| 38 | 20                          | "A Namorada do Jesse" "Jesse's Girl"                                 | Clayne Crawford            | Seamus Kevin Fahey & Joe Smith       | 24 de março de 2018 7 de dezembro de 2018     | 4.28                              |
| Um arrombamento em uma mansão se torna mortal, e Roger e Trish ficam surpresos ao saber que Riana pode estar envolvida. Acontece que Phoebe, a irmã do novo namorado de Riana, Jesse (Daniel DiVenere), está na posse de diamantes roubados do assalto e se tornou um alvo. |                             |                                                                      |                            |                                      |                                               |                                   |
| 39 | 21                          | "Laços Familiares" "Family Ties"                                     | Nick Copus                 | Alex Taub                            | 1 de abril de 2018 14 de dezembro de 2018     | 3.09                              |
| 40 | 22                          | "Mais um Dia" "One Day More"                                         | Steve Boyum                | Matt Miller & Katie Varney           | 8 de abril de 2018 21 de dezembro de 2018     | 3.15                              |
| Enquanto Murtaugh visita Riggs, o trailer dele é atingido por dois homens em motocicletas. Mais tarde, um suspeito diz a Riggs que Murtaugh foi o alvo do tiroteio e que a parceira sênior de Trish em seu local de trabalho está lavando dinheiro para a AFT. Depois, durante uma festa de comemoração, Riggs diz a Trish que ele está voltando para o Texas com Molly e Ben. No entanto, como Riggs faz uma última visita ao túmulo de sua esposa, Garrett aparece e fatalmente atira no peito. |                             |                                                                      |                            |                                      |                                               |                                   |

### 3ª Temporada (2018-19)
| Nº de episódio (Série) | Nº de episódios (Temporada) | Título original Título nacional                | Direção           | Roteiro                     | Exibição original Exibição nacional             | Audiência nos E.U.A. (Em milhões) |
| --- | --------------------------- | ---------------------------------------------- | ----------------- | --------------------------- | ----------------------------------------------- | --------------------------------- |
| 41 | 1                           | "No Mesmo Barco" "In the Same Boat"            | Nick Copus        | Matt Miller & Joe Smith     | 25 de setembro de 2018 8 de outubro de 2018     | 3.43                              |
| Depois de uma angustiante experiência no Afeganistão, o veterano de guerra Wesley Cole Seann William Scott se vê trabalhando para a emissão de multas de estacionamento do LAPD como uma forma de se aproximar de sua filha e ex-mulher. Um encontro casual com mafiosos da Chechênia faz com Cole e Murtaugh, que ainda está se recuperando da morte de Riggs e está considerando a aposentadoria, se esbarrem pela primera vez. Após a captura bem sucedida dos criminosos, Cole descobre que Murtaugh o recomendou para o cargo de detetive de homicídios. |                             |                                                |                   |                             |                                                 |                                   |
| 42 | 2                           | "Preciso Saber" "Need to Know"                 | Claudia Yarmy     | Alex Taub                   | 2 de outubro de 2018 15 de outubro de 2018      | 3.15                              |
| Murtaugh acha que a parceria com Cole foi um erro depois que eles foram encarregados de trabalhar com o FBI em um caso envolvendo os Sureños. Embora envolvido em seus próprios problemas, Roger esquece que Trish ainda está lidando com questões pós-traumáticas de sua captura nas mãos do pai de Riggs. Enquanto isso, Cole descobre que sua ex-esposa está em um relacionamento com Andrew (Jonathan Sadowski), um anestesista. |                             |                                                |                   |                             |                                                 |                                   |
| 43 | 3                           | "Milhões de Problemas" "A Whole Lotto Trouble" | Steve Boyum       | Kyle Warren                 | 9 de outubro de 2018 22 de outubro de 2018      | 2.94                              |
| Murtaugh e Cole se deparam com um esquema de loteria, no qual os benfeitores estão sendo alvos de um grupo criminoso. Natalie permite que Cole passe um dia com a filha, mas ela vê um pouco demais quando ele a leva para o trabalho. Enquanto isso, Roger tem que lidar com seu sogro condescendente (Richard Roundtree), um juiz federal aposentado que está lhe visitando. |                             |                                                |                   |                             |                                                 |                                   |
| 44 | 4                           | "Leo Fazendo Justiça" "Leo Getz Justice"       | Nick Copus        | Ariana Jackson              | 16 de outubro de 2018 29 de outubro de 2018     | 2.86                              |
| Cole pensa em seu serviço na CIA quando recebe uma visita inesperada de uma figura do passado; Murtaugh tem dificuldades com seus próprios erros depois que um novo assassinato coloca dúvidas sobre um suspeito que ele prendeu no passado; Leo Getz volta como advogado. |                             |                                                |                   |                             |                                                 |                                   |
| 45 | 5                           | "Atrás da Pintura" "Get the Picture"           | Rob Bailey        | Bill Callahan               | 30 de outubro de 2018 12 de novembro de 2018    | 2.67                              |
| Cole e Murtaugh investigam um caminhão cheio de arte até que os ladrões o atacam. Durante a investigação, Cole desenvolve uma relação com a mente por trás do roubo, Layla Khudari (Annet Mahendru), que se disfarçou de agente do FBI. Enquanto isso, Riana enganosamente engana Murtaugh para deixá-la assistir a um concerto depois de descobrir que seu pai ainda está mantendo seu barco. |                             |                                                |                   |                             |                                                 |                                   |
| 46 | 6                           | "Panamá" "Panama"                              | Keesha Sharp      | Seamus Kevin Fahey          | 6 de novembro de 2018 19 de novembro de 2018    | 3.03                              |
| Cole e Murtaugh investigam um assalto a caixa de depósito. Enquanto isso, Murtaugh bate cabeça com o novo cliente de Trish e pede ajuda de Bailey para investigá-la. Cole se lembra de um alvo de uma de suas missões anteriores quando ele se junta a Barnes para eliminar um agente da CIA. Quando Sofia Vasquez, a esposa do alvo que ele matou apareceu, tudo dá errado e ele é forçado a matar o agente desonesto. |                             |                                                |                   |                             |                                                 |                                   |
| 47 | 7                           | "Bali" "Bali"                                  | Rob Bailey        | Katie Varney & Eileen Jones | 13 de novembro de 2018 26 de novembro de 2018   | 2.79                              |
| Na casa de Murtaugh, Riana tenta convencer seus pais a deixá-la ir a um encontro. Enquanto isso, Vasquez e seu cartel capturam Cole e o enterram vivo, o que leva Murtaugh a pedir a ajuda de Barnes. Por sugestão de Barnes, Murtaugh secretamente liberta o ex-tenente de Vasquez, Benny Alvila, em troca de informações. |                             |                                                |                   |                             |                                                 |                                   |
| 48 | 8                           | "Qual a Jogada?" "What the Puck?"              | April Mullen      | Norman Morrill              | 27 de novembro de 2018 10 de dezembro de 2018   | 3.00                              |
| Um carro-bomba é posto do lado de fora de um restaurante em que uma testemunha chamada Elliott trabalha, mas ela não é morta. Elliott está ajudando a construir um caso contra um Tony Corsetti. Cole espera se encontrar com Natalie para falar sobre o relacionamento deles, mas é interrompido por um encontro com uma nova advogada assistente chamada Erica. |                             |                                                |                   |                             |                                                 |                                   |
| 49 | 9                           | "Papai Noel Malvado" "Bad Santas"              | John Behring      | Alex Taub                   | 4 de dezembro de 2018 17 de dezembro de 2018    | 2.89                              |
| Maya está passando o Natal com Cole. Murtaugh quer dar uma festa para o RJ voltando da Costa Rica para casa. Dois assaltantes da casa são interrompidos pelos proprietários. A mulher atira em um dos assaltantes com uma espingarda. Cole reconhece o ladrão morto pela tatuagem no pescoço dele. |                             |                                                |                   |                             |                                                 |                                   |
| 50 | 10                          | "Vai Florescer" "There Will Be Bud"            | Nathan Hope       | Bill Callahan               | 1 de janeiro de 2019 7 de janeiro de 2019       | 3.38                              |
| 51 | 11                          | "Disk M Para Murtaugh" "Dial M for Murtaugh"   | Jay Chandrasekhar | Kyle Warren                 | 8 de janeiro de 2019 14 de janeiro de 2019      | 3.23                              |
| O episodio começa com Murtaugh sendo interrogado. A família Murtaugh vai de férias para um resort. Acontece que Cole também está sendo interrogado! Cole está trabalhando casos com Erica, a novo D.A. Cole começa a trabalhar em um caso de assassinato enquanto Murtaugh está de férias. Murtaugh torce a coluna durante as férias e começa a espionar as pessoas dentro do hotel resort com sua câmera. |                             |                                                |                   |                             |                                                 |                                   |
| 52 | 12                          | "O Roger e Eu" "The Roger and Me"              | Eric Laneuville   | Ariana Jackson & Joe Smith  | 15 de janeiro de 2019 18 de fevereiro de 2019   | 3.07                              |
| 53 | 13                          | "Coiote Ferido" "Coyote Ugly"                  | Matt Barber       | Seamus Kevin Fahey          | 12 de fevereiro de 2019 25 de fevereiro de 2019 | 3.11                              |
| Quando Cole e Murtaugh investigam um caso envolvendo um pai e uma filha (ilegalmente) cruzando a fronteira mexicana, eles acabam descobrindo uma questão importante com a Boarder Patrol da Califórnia. Enquanto isso, Trish prepara sua campanha para D.A. e deve enfrentar partes de seu passado, antes de encontrar o caminho para o centro das atenções da mídia. Cole também confronta seu passado quando ele experimenta flashbacks como resultado de uma lesão.                                                                                        |                             |                                                |                   |                             |                                                 |                                   |
| 54 | 14                          | "Galinhada" "A Game of Chicken"                | Eric Laneuville   | Alex Taub & Felicia Hilario | 19 de fevereiro de 2019 4 de março de 2019      | 3.24                              |
| Contra o conselho de Murtaugh, Cole procura Tom Barnes para ajudar com um caso, colocando a parceria de Murtaugh e Cole em teste. Enquanto isso, Trish se prepara para anunciar sua campanha para o Procuradoria Distrital. |                             |                                                |                   |                             |                                                 |                                   |
| 55 | 15                          | "O Espião Que me Amava" "The Spy Who Loved Me" | Nick Copus        | Matt Miller & Eileen Jones  | 26 de fevereiro de 2019 11 de março de 2019     | 3.06                              |
| Cole é investigado pelo FBI, forçando Murtaugh a questionar sua lealdade ao seu próprio parceiro; Cole trabalha em um caso que coloca o noivo de Natalie na mira logo antes do dia do casamento. |                             |                                                |                   |                             |                                                 |                                   |